# Scarlet and Other Stories
Scarlet and Other Stories é o segundo álbum de estúdio da banda britânica All About Eve.
O disco é considerado mais obscuro que seu antecessor, All About Eve. Uma das causas apontadas foi o fim do relacionamento entre Julianne Regan (vocalista) e Tim Bricheno (guitarrista) durante as gravações do disco.
| Críticas profissionais                                                      | Críticas profissionais |
| Avaliações da crítica                                                       | Avaliações da crítica  |
| Fonte                                                                       | Avaliação              |
| --------------------------------------------------------------------------- | ---------------------- |
| allmusic                                                                    | [ 2 ]                  |
| Esta tabela precisa de ser acompanhada por texto em prosa. Consulte o guia. |                        |

## Faixas
1. "Road to Your Soul"
2. "Dream Now"
3. "Gold and Sliver"
4. "Scarlet"
5. "December"
6. "Blind Lemon Sam"
7. "More Than the Blues"
8. "Tuesday's Child"
9. "Pieces of Our Heart"
10. "Hard Spaniard"
11. "The Empty Dancehall"
12. "Only One Reason"
13. "The Pearl Fishermen"